# Friederike Möller
Friederike Möller (* 16. November 1985 in Berlin) ist eine ehemalige deutsche Schauspielerin.

## Leben
Sie spielte eine Hauptrolle (Sandra Martin) in der von Phoenix Film für das ZDF produzierten Familienserie Unser Charly in den Staffeln 1 und 2. Danach trat sie schauspielerisch nicht mehr in Erscheinung.